# Péterfi-csüdfű
A Péterfi-csüdfű, más néven Péterfi-bóka vagy mezőségi csüdfű (Astragalus peterfii) a hüvelyesek (Fabales) rendjébe, ezen belül a pillangósvirágúak (Fabaceae) családjába, a csüdfű (Astragalus) nemzetségbe tartozó növényfaj. Nevét Péterfi Márton kolozsvári mohakutatóról kapta. Morfológiai szempontból azonos a Kelet-Ukrajnában honos Astragalus pallescens M. Bieb. fajjal, ami azonban tetraploid, az erdélyi faj pedig oktoploid.

## Előfordulása
A Péterfi-csüdfű egy Erdélyben keletkezett faj, amelynek eredete a sztyeppékre vezethető vissza. Az erdélyi Mezőség endemikus növényfaja, amely Magyarszováton és Magyarkályán határában fordul elő mintegy 200 hektárnyi területen, 24 000 tővel (2015-ös adat). Megvédése érdekében a magyarszováti Bánffy-hegyen botanikai rezervátumot hoztak létre.

## Megjelenése
50 centiméteres magasságra nőhet. Szárát és leveleit szőrzet borítja. Virága halványsárga.

## További információ
- László Bartha – Nicolae Dragoş – Attila Molnár V – Gábor Sramkó:  Molecular evidence for reticulate speciation in Astragalus (Fabaceae) as revealed by a case study from sect. Dissitiflori.  Botany,  XCI. évf.  10. sz. (2013)